# Хайбуллин, Ринат Рашитович
Ринат Рашитович Хайбуллин (1960, пос. Боко, Жарминский район Семипалатинская область, Казахская ССР) — альпинист, тренер по скалолазанию, горный гид, спасатель. Заслуженный мастер спорта СССР (1989), мастер спорта СССР международного класса (1989), заслуженный тренер Республики Казахстан, кандидат в мастера спорта по скалолазанию, обладатель титула «Снежный Барс» (1986). Кавалер медали «За трудовую доблесть».
Председатель «Федерации скайраннинга Республики Казахстан».

## Краткая биография
Родился в 1960 году в посёлке Боко Семипалатинской области. По профессии инженер-теплоэнергетик. Альпинизмом начал заниматься в 1978 году под руководством Алексея Марьяшева, позже — Бориса Студенина, и с 1982 года — Ерванда Ильинского, — главного тренера республиканского ЦСКА и сборной Казахстана по альпинизму. Дважды становился чемпионом СССР (1984, 1987).
Был одним из кандидатов в состав участников Второй Советской Гималайской экспедиции (на Канченджангу). Во время отборочных сборов команды прошёл траверс-первопроход трёх вершин пика Победы (Западной (6918 м) — Главной (7439 м) — Восточной (7060 м)) до пика Военных топографов (6873 м). В 1989 году уже в числе участников сборной СССР 15 апреля в ходе подготовки к траверсу всех вершин массива в группе С. Бершова поднялся на Южную вершину Канченджанги, а 29 апреля на её Главную вершину. За эти восхождения, а также в целом по итогам экспедиции был удостоен званий ЗМС и МСМК, а также награждён медалью «За трудовую доблесть» (указ 9.1.1990).
Осенью 1990 года вошёл в число участников первой в истории успешной экспедиции на Лхоцзе по Южной стене (на вершину взошли Сергей Бершов и Владимир Каратаев). К концу года он входил в десятку сильнейших альпинистов страны. На следующий год Ринат в числе участников первой Казахстанской гималайской экспедиции поднялся на Дхаулагири (8167 м) по новому, более никем не пройденному, маршруту по Западной стене. В 1993-м вместе с Анатолием Букреевым он поднялся на Мак-Кинли — в качестве горных гидов они «затащили» на вершину пожилого путешественника и альпиниста Джака Робинса. В 1994-м Хайбуллин сделал соло-восхождение на Пик Победы. В 1997 году принимал участие в первой Казахстанской экспедиции на Эверест. К числу альпинистских достижений Р. Хайбуллина также относят скоростные восхождения на Пик Корженевской и Хан-Тенгри.
В 2001 г. прошёл первый зимний траверс вершин Карлытау (5450 м) — Мраморная стена (6400 м).
Организатор и руководитель ТОО Азия Туризм (сопровождение иностранных альпинистов в горах Тянь Шаня). Организатор международных фестивалей «Хан-Тенгри — 2000» и 2003. Работал в Центре молодёжных инициатив в Алма-Ате, является основателем городской «Службы Спасения Алматы». В настоящее время руководитель общественной организации «Федерация скайраннинга Республики Казахстан», а также занимается тренерской работой.
Заслуженный тренер РК по альпинизму.

### Комментарии
1. ↑  Скорее всего во время прохождения срочной службы в армии.
2. ↑  Отдельные участки траверса проходились, в частности в 1967 и 1970 годах[4]